# Ramón Subirats
Ramón Subirats (Barcelona, 1891-Barranquilla, 1942) fue un pintor y carbonista catalán, radicado en Argentina. Famoso por sus carbones y pasteles de figuras de su época y nativos de regiones de América del Sur.

## Biografía
Nació en Barcelona y se exilió a Argentina en 1911. En 1915 hizo su primer envío al 1.er Salón de Pastelistas de Buenos Aires. Estudió en la Escuela de Artes de Barcelona, donde fue premiado con una Mención en 1908 y Medalla de Plata en 1911. Asistió a las clases nocturnas del Círculo Artístico de Sant Lluc. Entre sus obras, se destaca el retrato de Don Segundo Sombra (1934) y la decoración de la capilla El Buen Pastor (1930-1933). Falleció el 7 de febrero de 1942 en la ciudad colombiana de Barranquilla.